# 쌍벽루
쌍벽루는 대한민국 전북특별자치도 진안군 마령면에 있다. 2016년 12월 28일 진안군의 향토문화유산(유형) 제9호로 지정되었다.

## 개요
1942년 전영선이 건립한 정자로, 인근에 삼계석문 등 암각서가 있고, 경관이 뛰어나다.